# Elaphoidella vietnamica
Elaphoidella vietnamica is een eenoogkreeftjessoort uit de familie van de Canthocamptidae. De wetenschappelijke naam van de soort is voor het eerst geldig gepubliceerd in 1967 door Borutsky.